# Trappstadt
Trappstadt är en köping (Markt) i Landkreis Rhön-Grabfeld i Regierungsbezirk Unterfranken i förbundslandet Bayern i Tyskland.
Köpingen ingår i kommunalförbundet Bad Königshofen im Grabfeld tillsammans med kommunerna Aubstadt, Großbardorf, Herbstadt, Höchheim, Sulzdorf an der Lederhecke och Sulzfeld.